# Nintendo Network
A Nintendo Network, ou abreviada apenas como ''NN'', foi um serviço online da empresa de videogame Nintendo e sucessor do Nintendo Wi-Fi Connection, para promover partidas online e outros recursos para os jogos compatíveis do Nintendo 3DS e do Wii U. A rede foi anunciada em 26 de janeiro de 2012 em uma convenção de investidores.
O presidente da Nintendo, Satoru Iwata disse, "Diferente da Nintendo Wi-Fi Connection, que foi criada para funcionalidades específicas, pretendemos estabelecer uma plataforma que disponibilize vários serviços em rede para que os consumidores se conectem à Nintendo Network, e assim a companhia possa oferecer conteúdos que estejam dentro do que os jogadores querem". A Nintendo planeja incluir um serviço de contas pessoais para o Wii U, distribuição de software digitais e conteúdo para download.
O serviço foi encerrado pela Nintendo em 8 de abril de 2024, fazendo com que funções como jogo online, tabelas de classificação globais, SpotPass e a maioria dos outros recursos online do Wii U e 3DS não estivessem mais acessíveis; os únicos serviços que permanecem online são Pokémon Bank e Poké Transporter, software de sistema e atualizações de jogos, a loja de temas do 3DS e o download novamente de software adquirido anteriormente na Nintendo eShop para seus respectivos sistemas.

## Registo do usuário e funções
Até o momento o registro só pode ser realizado através do Nintendo 3DS ou Wii U, sem uma conta na Nintendo Network o usuário fica sem a opção de poder utilizar qualquer recurso online dos consoles da Nintendo com exceção apenas do navegador disponível no 3DS e Wii U, com uma a conta Nintendo Network você pode jogar partidas online em diversos jogos disponíveis, ter acesso ao Miiverse e a loja Nintendo eShop onde você pode realizar compras de jogos ou DLC, ao criar uma conta na Nintendo Network você cria uma Nintendo Network ID também abreviado como ''NNID'' com a sua identificação é possível adicionar amigos no seu console ou nos jogos utilizando o seu NNID ou FriendCode ''(3DS)'' ou linkar sua conta em outros serviços de empresas terceiras como a uPlay ou Acitivision, além disso, você pode linkar sua Nintendo Network ID em sua Nintendo Account para facilitar o uso de outros serviços da Nintendo, também é possível linkar sua Nintendo Network ID junto com uma Nintendo Account no serviço de fidelidade chamado My Nintendo neste serviço é possível juntar coins/moedas/pontos para trocar em jogos, descontos em determinados jogos ou itens especiais no Miitomo, você pode ganhar Gold Coins a cada jogo comprado em sua eShop com a Nintendo Network ID linkada a sua conta, ou pode optar por ganhar as Platinum Coins/Miitomo Coins que você ganha completando determinadas missões no serviço ou em jogos, juntando um determinado número de coins/moedas/pontos você pode trocar por jogos e descontos em compras para o Wii U ou Nintendo 3DS ou pode trocar por algum acessório especial no Miitomo.
Apesar de até o momento não ser possível criar uma Nintendo Network ID sem um console da Nintendo, você ainda pode utilizar a mesma em um computador, smarthphone ou qualquer aparelho com acesso à internet para uso do Miiverse, My Nintendo, Nintendo Account e até mesmo para compras de jogos digitais direto de um desses aparelhos através do site da loja online oficial da Nintendo.
Diferente da Playstation Network no Playstation 4 ou Xbox Live no Xbox One e Xbox 360, a Nintendo Network é completamente gratuita para todos os seus serviços inclusive para partidas online sem necessidade de alguma assinatura mensal ou algo similar, até mesmo recursos adicionais nos jogos como gravamento de vídeos ''gameplay'' no Mario Kart 8 são completamente gratuitas sem nenhum custo adicional, além disso o mesmo vale para o serviço de fidelidade My Nintendo quê também diferente dos similares Playstation Plus e Xbox Live Gold é completamente gratuita, o único recurso pago na Nintendo Network são as DLC disponíveis para determinados jogos.

## Nintendo eShop
A Nintendo eShop é a loja virtual de download de jogos dos consoles Nintendo 3DS, Wii U e Nintendo Switch, no qual permite o download de jogos digitais, conteúdo adicional e alguns aplicativos como o YouTube. A loja utiliza cartão de crédito, Nintendo eShop Gift Cards e PayPal para a compra do conteúdo.
Utilizando a mesma Nintendo Network ID e Nintendo Account em seu console Wii U e 3DS ao mesmo tempo, eles vão estar ligados entre si e poderão compartilhar dados; deste modo, será possível compartilhar o mesmo saldo disponível na conta entre os consoles, visualizar jogos disponíveis da eShop no 3DS dentro da eShop do Wii U, realizar compra e download de jogos automaticamente pelo site oficial da Nintendo em seu computador, smarthphone ou qualquer outro aparelho com acesso a internet que você possa utilizar sua Nintendo Network ID, utilizar a mesma conta Miiverse nos dois consoles e seguir ou adicionar amigos que possuem um dos dois consoles em ambos consoles ( 3DS ou Wii U ).